# 부산진해경제자유구역청
부산진해경제자유구역청(釜山鎭海經濟自由區域廳, Busan Jinhae Free Economic Zone Authority, BJFEZA)은 부산항 신항을 중심으로 외국인 투자유치를 통하여 물류·유통, 첨단제조업 및 국제업무단지를 조성하여 물류비즈니스 중심지로 발전시키기 위하여 설립된 지방자치단체조합으로 임기 3년의 부산진해경제자유구역청장은 1급 상당(지방관리관 또는 지방전임계약직 1호)의 지방공무원으로 보한다. 부산광역시 강서구 녹산산단 232로 38-26(송정동 1709-2)에 위치하고 있다.

## 설립 근거
- 경제자유구역의 지정 및 운영에 관한 법률

## 연혁
- 2002년 12월 30일 경제자유구역의 지정 및 운영에 관한 법률 공포
- 2003년 9월 23일 부산진해경제자유구역지정 신청(부산·경남→재정경제부)
- 2003년 10월 30일 부산진해경제자유구역지정(104.1km2)
- 2004년 1월 20일 직제·정원·조합규약 승인(행정자치부)
- 2004년 3월 12일 초대 장수만 청장 취임
- 2004년 3월 30일 부산진해경제자유구역청 개청
- 2007년 3월 27일 제2대 김문희 청장 취임
- 2010년 4월 21일 제3대 하명근 청장 취임
- 2013년 5월 1일 제4대 서석숭 청장 취임
- 2015년 3월 12일 제5대 허성곤 청장 취임
- 2016년 2월 5일 제6대 진양현 청장 취임
- 2019년 3월 22일 제7대 하승철 청장 취임
- 2022년 1월 3일 제8대 김기영 청장 취임
- 2025년 1월 2일 제9대 박성호 청장 취임

## 조직
- 청장
  - 옴부즈만
  - 투자본부
    - 기획행정부
      - 기획예산과
      - 총무과
      - 전략산업지원과

    - 투자유치부
      - 유치전략기획과
      - 투자유치1과
      - 투자유치2과

  - 개발본부
    - 기업지원부
      - 기업정책과
      - 건축과
      - 토지환경과

    - 개발부
      - 개발지원과
      - 개발1과
      - 개발2과

## 역대 청장
- 1대 장수만 (2004년 3월 12일~2007년 3월 26일)
- 2대 김문희 (2007년 3월 27일~2010년 2월 22일)
- 3대 하명근 (2010년 4월 21일~2013년 4월 20일)
- 4대 서석숭 (2013년 5월 1일~2014년 11월 20일)
- 5대 허성곤 (2015년 3월 12일~2015년 12월 21일)
- 6대 진양현 (2016년 2월 5일~2019년 2월 4일)
- 7대 하승철 (2019년 3월 22일~2021년 8월 31일)
- 8대 김기영 (2022년 1월 3일~2024년 12월 31일)
- 9대 박성호 (2025년 1월 2일~)